# Парк біля палацу К. Розумовського (Батурин)
Парк біля палацу К.Розумовського — пам'ятка садово-паркового мистецтва місцевого значення в Батурині Бахмацького району Чернігівської області. Парк — складник палацово-паркового ансамблю гетьмана Кирила Розумовського, спорудженого у 1799-1803 рр. на південній околиці Батурина. Входить до складу Національного історико-культурного заповідника «Гетьманська столиця».
Пам'ятка знаходиться на державному обліку (Наказ Міністерства Культури України від 13.07.2009 року № 521/0/16-09). Охоронний номер — 5503-Чр.

## Історія
Будівництво палацово-паркового ансамблю Кирило Розумовський замовляє шотландському архітектору Ч. Камерону. Ім'я цього архітектора вказане на креслениках палацу, датованих 1799 р. Під час проектування ансамблю Камерон лаконічно вписав парк до його палладіанської архітектури.
Трагічною виявилась доля парку. В 1887 році напівзруйнований палац перейшов у власність Київського військово-окружного управління. В цей період парк зазнає значних руйнувань, адже його територія слугувала безпосереднім місцем зосередження військових маневрів і навчань.
Зберігся генеральний план садиби за 1891 рік, на якому показана її розпланувальна структура, що складалася з палацу, двох флігелів, поєднаних з палацом гратчастою між мурованими стовпами огорожею і суцільної мурованої огорожі території. На цьому ж плані нанесена схема внутрішнього двору з насадженнями, на якій чітко прослідковується розбиття алей, які позначені як липовий гай. 
В 1905 році військове відомство розпочало систематичне руйнування ансамблю. В цей період описує стан парку біля палацу дослідник Федір Горностаєв: «За домом поместился столетний парк. Но это название звучит жалкой насмешкой – он в большей части уже вырублен и запущен. Нет следов былых аллей, нет признаков разбивки сада, все превратилось в пастбище для стада. Площадка перед домом вероятно была разбита под «регулярный сад», окрестный вид с нея чудный».
У акті обстеження парків Батурина від 25 вересня 1959 року про парк біля палацу К. Розумовського зазначено: «вырублен еще до Великой Отечественной войны, примерно в 1937 году, по распоряжению бывшего председателя райисполкома Деревянко. В настоящий момент следов от парка почти не осталось».
Під кінець XX століття на території ансамблю зі старого парку залишилося лише декілька старих лип.

## Відновлення

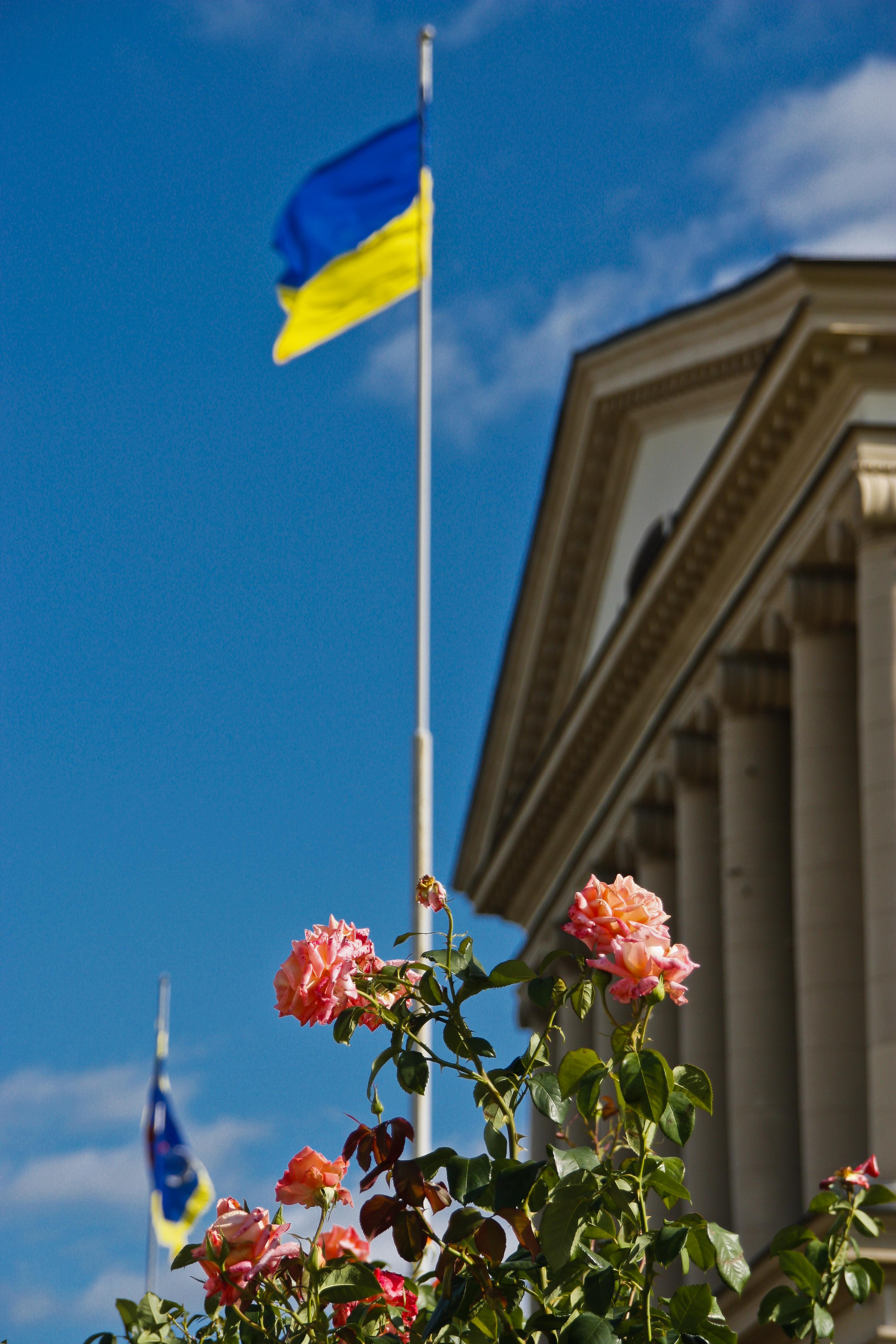
Палац Кирила Розумовського

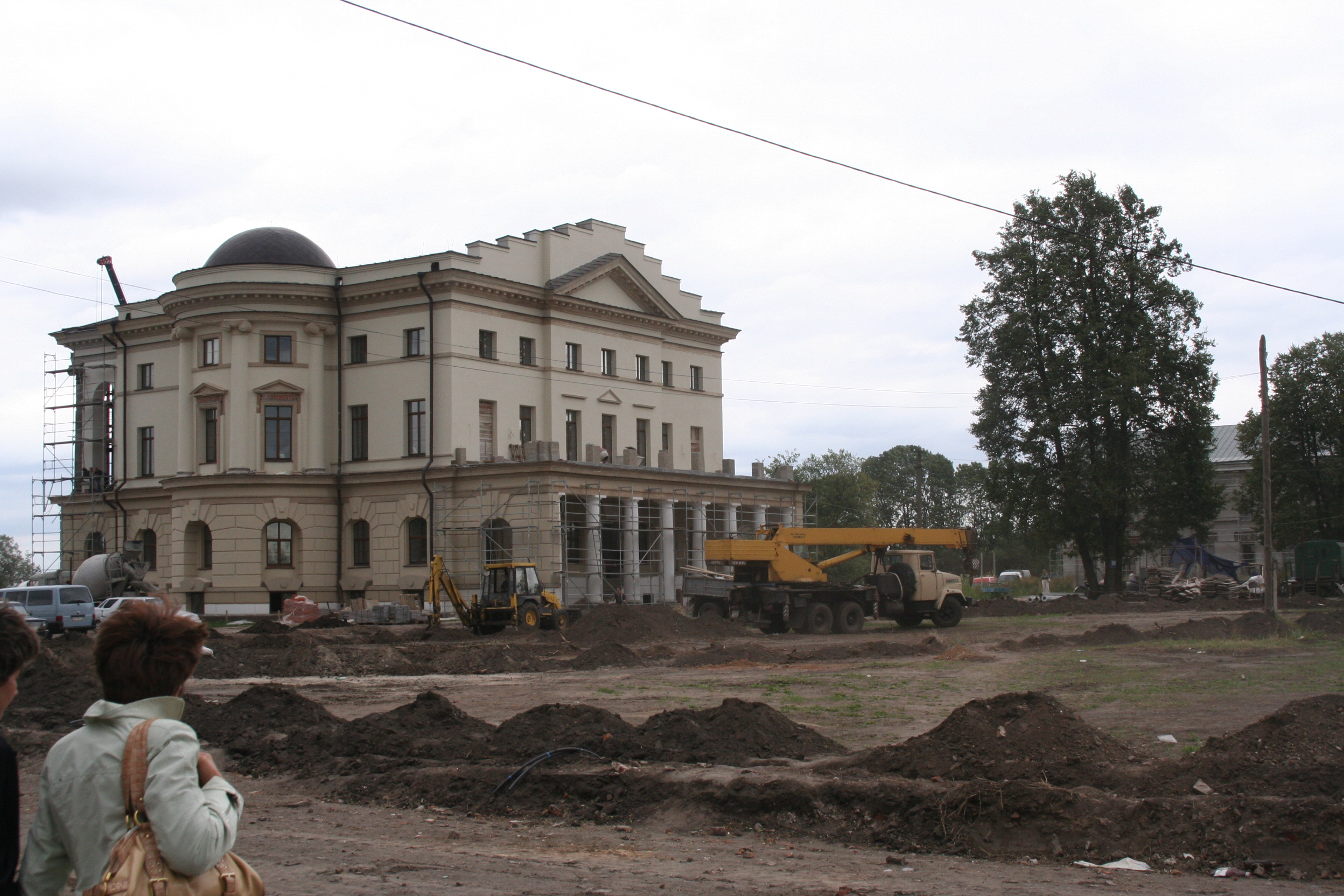
Будівельно-реставраційні роботи, 2008 р.

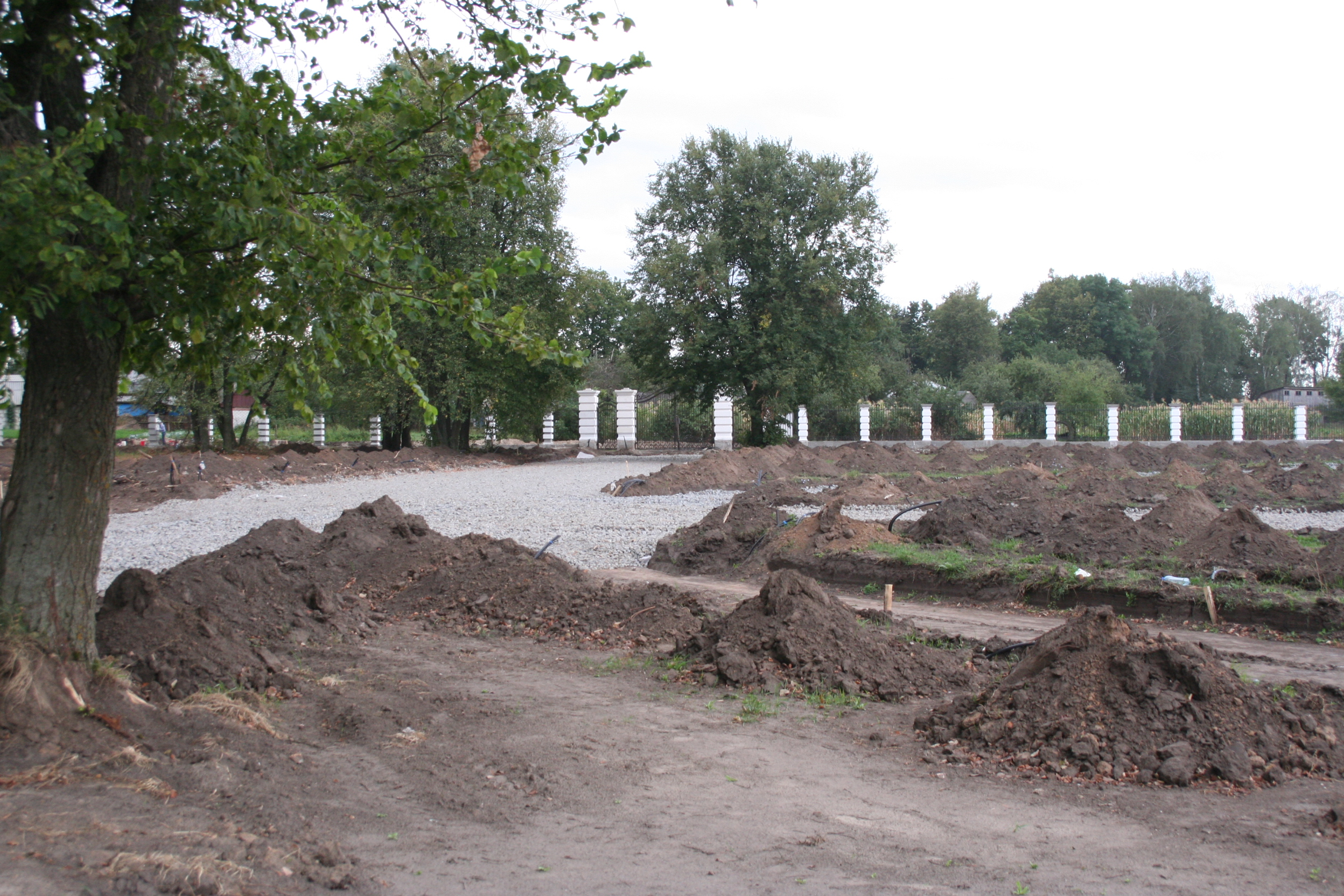
Благоустрій території, 2009 р.

Відновлення регулярного парку на території палацово-паркового ансамблю К. Розумовського розпочалося в 2009 році за проектом благоустрою, розробленим інститутом УкрНДІпроектреставрація. Види озеленення вибрані згідно з історичними матеріалами. У 2009 р. відтворено планувальну структуру території й тип покриття. В поєднанні елементи створюють цілісний образ палацо-паркового ансамблю кінця XVIII — початку ХІХ століття.
Розбиті алеї засіяні газонною травою та обрамлені трьома рядами стрижневого самшиту (загальна кількість — 13 000 шт. кущів). Між лініями зелених бордюрів висаджені конусоподібної форми ялини "conica" (126 шт.) віком 18-20 років. Одним із головних прийомів у відтворенні історичного середовища є посадки липи дрібнолистої (126 шт.). Декілька старих лип, які залишилися від старого парку — збережені і є родзинкою оновленого регулярного парку. На фронтальній лінії, яка є умовною лінією автентичної огорожі між палацом та наріжжям флігелів висаджена двома рядами туя (130 шт.). Ця посадка об’єднує споруди ансамблю в єдине ціле.
Окрасою парку є тисяча троянд, які висаджені перед центральним входом до палацу К. Розумовського у 2009 році та вражають розмаїттям кольорів і запахів.

## Зелені насадження
Дендрофлора парку біля палацу Кирила Розумовського: туя західна, липа дрібнолиста, декоративна форма ялини канадської — «Коніка» («Conica»), ялина європейська звичайна, самшит, троянди, ґінкго білоба дволопатеве, магнолія Суланжа. Паркові композиції доповнює партерний газон. 

## Виставка "Доторкнись до історії"
Час був нещадний до палацово-паркового ансамблю Кирила Розумовського. Сам палац особливо постраждав під час Другої світової війни. Його головний фасад прикрашає стрункий портик з 8 колон іонійського ордеру, проте лише три з них автентичні. Виставка "Доторкнись до історії" розгорнута просто неба на території парку. На ній представлено фрагменти колон та інших деталей оздоблення палацу Кирила Розумовського, які "відсік" скульптор Час, залишивши нам прекрасну історію, застиглу в камені. 

## Відвідування
Парк біля палацу Кирила Розумовського відкритий для відвідування щодня з 8.00 до 17.00 години.
Парк є чудовим місцем для проведення фотосесій. Його часто обирають молодята та випускники для того, щоб закарбувати романтичні, важливі й урочисті миті свого життя. На території парку проводяться вишукані виїзні весільні церемонії.

## Галерея

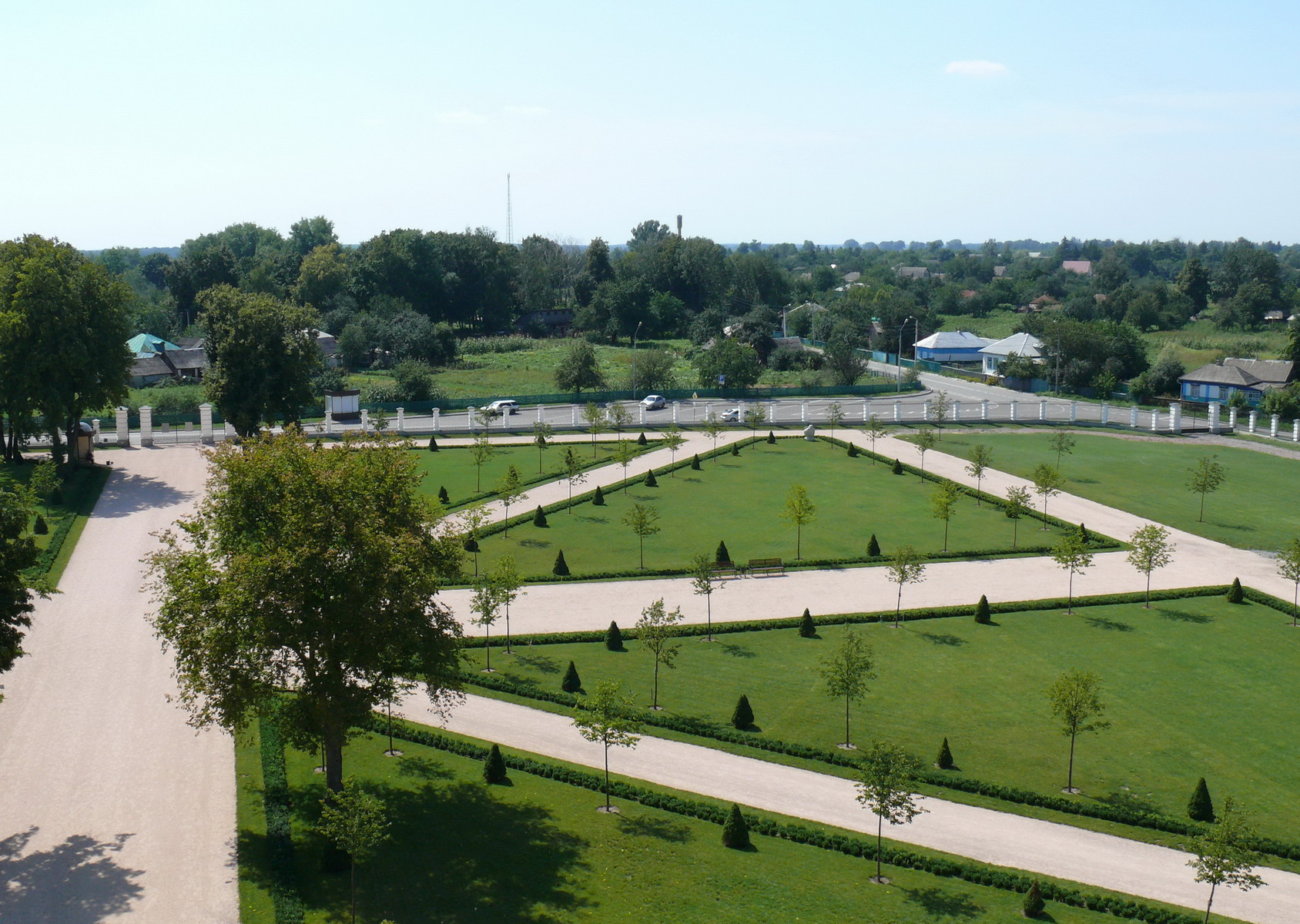
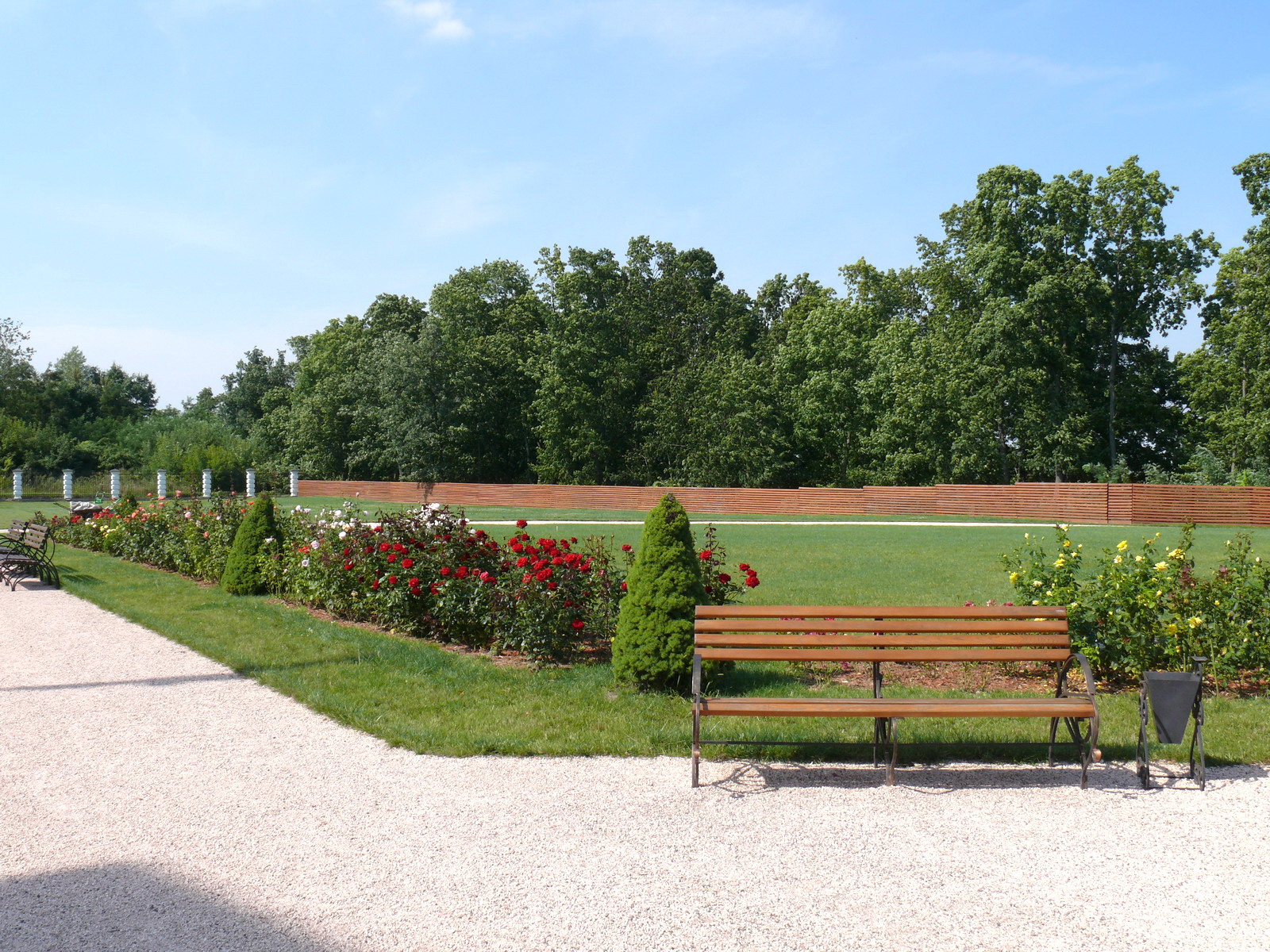
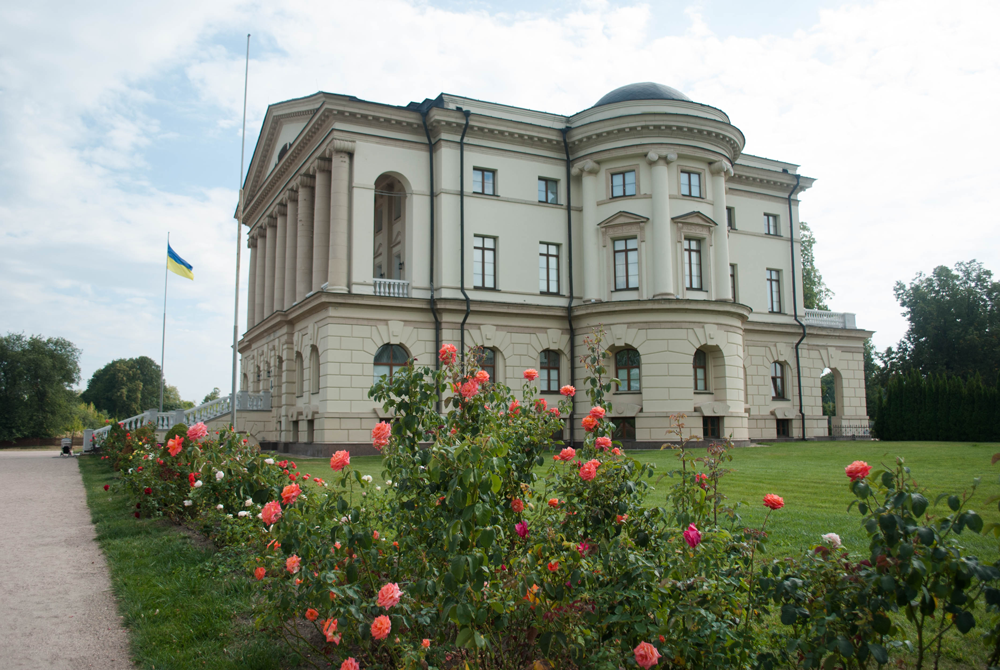
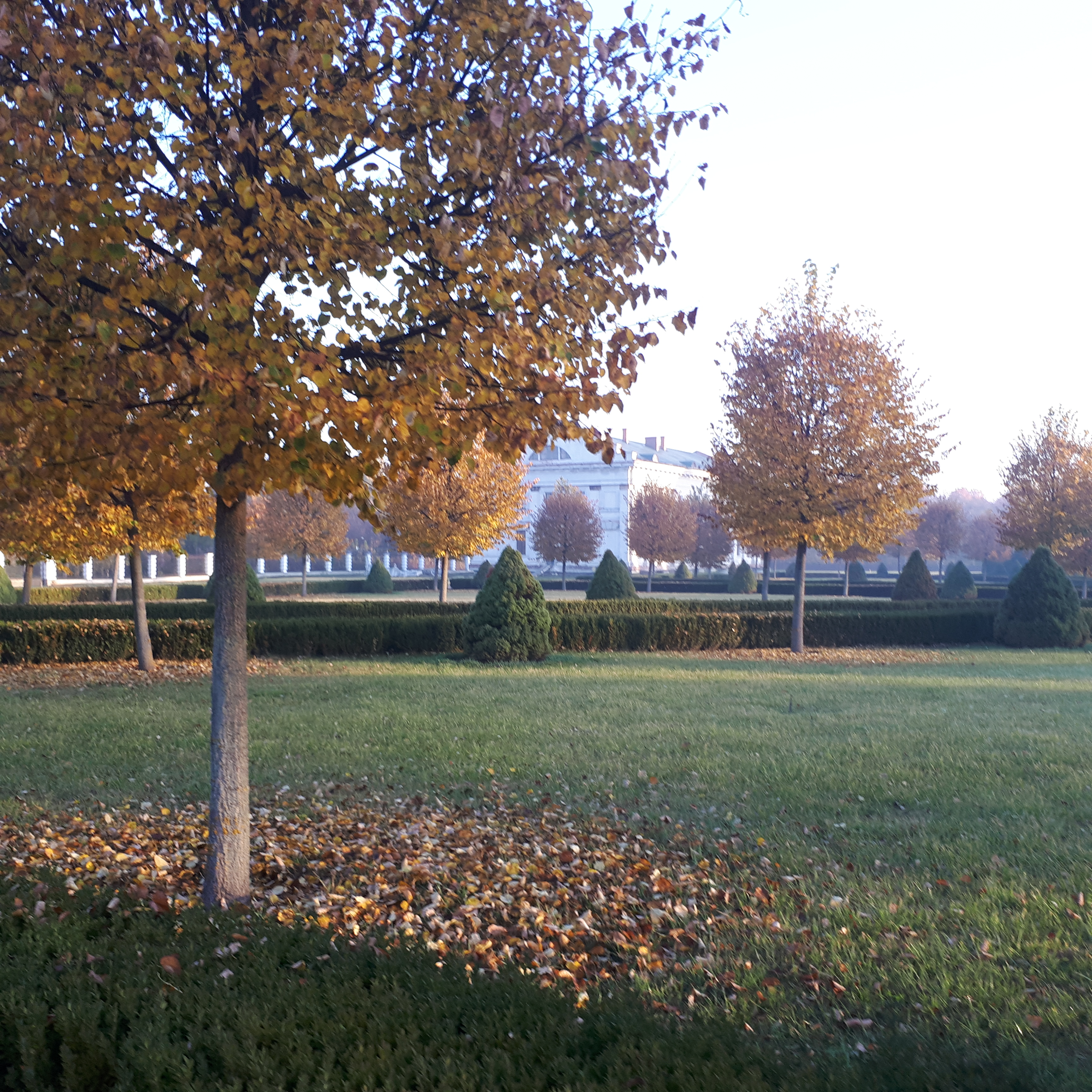
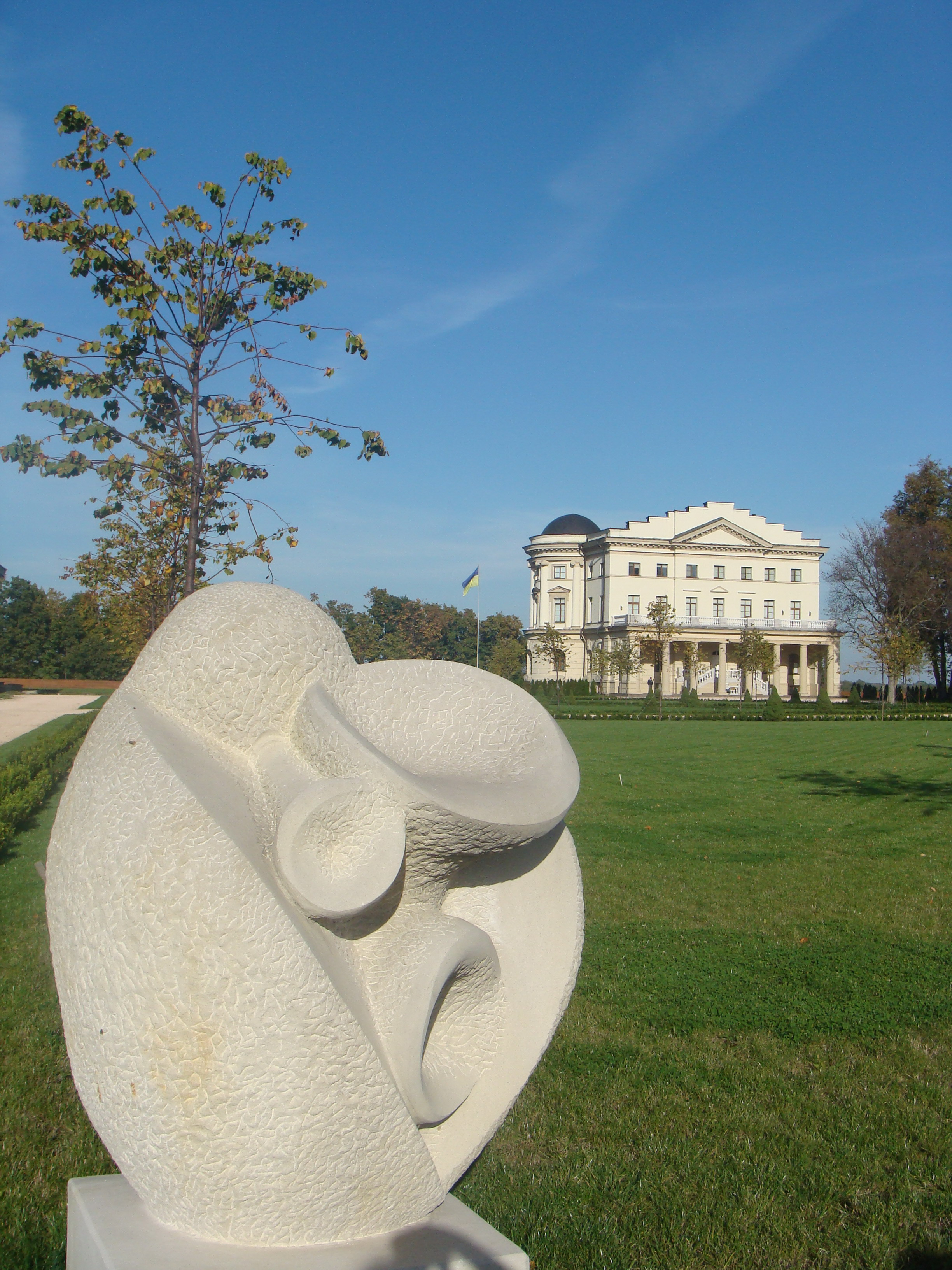
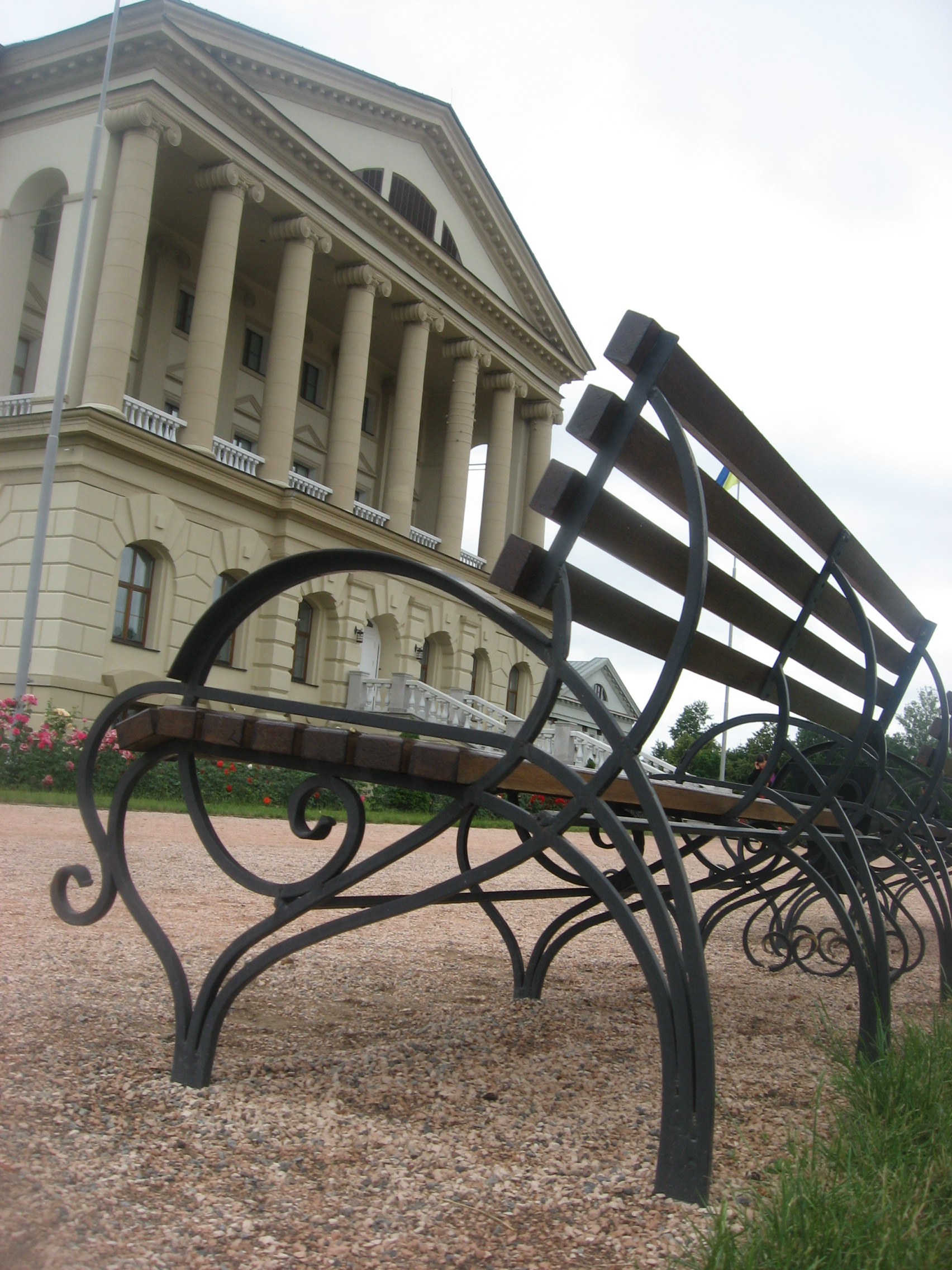